# LPGA Tour 1999
Navigation
Édition précédente Édition suivante
Le LPGA Tour 1999 est la cinquantième édition du Ladies Professional Golf Association Tour (LPGA), circuit professionnel féminin de golf, qui se déroule du 15 janvier 1999 au 14 novembre 1999. Axée sur les États-Unis, la LPGA a entrepris la tenue de tournois hors du continent américain ces dernières saisons, ainsi cette saison voit des tournois programmés en Australie, au Canada, en Angleterre et au Japon. Cette cinquantième édition de ce circuit permet de proposer un certain nombre de tournois professionnels destinés aux femmes en dehors des compétitions amateurs. La volonté de la professionnalisation des golfeuses leur permet désormais de gagner de l'argent en jouant au golf.
Cette saison comporte trente-huit tournois, soit deux de plus qu'en 1998, auxquels sont insérées des dotations financières en fonction du résultat de la golfeuse. Quatre de ces tournois sont considérés comme « tournoi majeur » - le Nabisco Dinah Shore, l'Open américain, le Championnat de la LPGA et le Classique du Maurier - et sont considérés comme les plus prestigieux et difficiles à remporter.
L'Australienne Karrie Webb est désignée « Joueuse de l'année de la LPGA » (« Player of the Year ») pour la première fois de sa carrière et remporte le classement des gains avec un montant record de 1 591 959 $ de gains en gagnant six victoires dont un tournoi majeur : le Classique du Maurier. Les trois autres tournois majeurs sont remportés par Dottie Pepper (Nabisco Dinah Shore) et Juli Inkster (Open américain et Championnat de la LPGA). Enfin, le « Trophée Vare » récompensant la golfeuse ayant la moyenne de score la plus basse de la saison est également remporté par Karrie Webb pour la seconde fois.

## Histoire
Pour l'organisation de cette cinquantième édition, la majorité des tournois se disputent aux États-Unis mais quatre tournois sont programmés hors des États-Unis. Comme la saison précédente, la LPGA décide d'organiser des tournois hors des frontières des États-Unis avec la tenue de tournois programmés en Australie, au Canada, en Angleterre et au Japon. La majorité des joueuses sont des golfeuses principalement américaines professionnelles et amateures mais la LPGA intègre quelques années des golfeuses étrangères. Le calendrier fait débuter la saison par l'HealthSouth Inaugural remporté par Kelly Robbins. Au cours de cette saison, les non-américaines sont aussi nombreuses que les Américaines à remporter les tournois depuis la création de la LPGA.
L'Australienne Karrie Webb est désignée « Joueuse de l'année de la LPGA » (« Player of the Year ») pour la première fois de sa carrière et remporte le classement des gains avec un montant record de 1 591 959 $ de gains en gagnant six victoires dont un tournoi majeur : le Classique du Maurier. Les trois autres tournois majeurs sont remportés par Dottie Pepper (Nabisco Dinah Shore) et Juli Inkster (Open américain et Championnat de la LPGA).

## Participantes à la saison LPGA 1999
Les participantes ont deux statuts. Certaines sont devenues professionnelles mais de nombreuses amateures prennent également part aux tournois sans toutefois pouvoir recevoir le montant des gains en raison de leur statut.
| Participantes       | Participantes    | Participantes    | Participantes       | Participantes          |
| Professionnelles    | Professionnelles | Professionnelles | Professionnelles    | Professionnelles       |
| ------------------- | ---------------- | ---------------- | ------------------- | ---------------------- |
| Helen Alfredsson    | Tina Barrett     | Beth Daniel      | Laura Davies        | Annette DeLuca         |
| Helen Dobson        | Dawn Coe-Jones   | Moira Dunn       | Akiko Fukushima     | Jackie Gallagher-Smith |
| Rachel Hetherington | Maria Hjorth     | Juli Inkster     | Becky Iverson       | Trish Johnson          |
| Rosie Jones         | Lorie Kane       | Cristie Kerr     | Mi Hyun Kim         | Emilee Klein           |
| Carin Koch          | Ok-Hee Ku        | Kelli Kuehne     | Jenny Lidback       | Leta Lindley           |
| Mardi Lunn          | Meg Mallon       | Catriona Matthew | Cindy McCurdy       | Jill McGill            |
| Marnie McGuire      | Janice Moodie    | Fumiko Muraguchi | Aki Nakano          | Liselotte Neumann      |
| Alison Nicholas     | Catrin Nilsmark  | Se Ri Pak        | Dottie Pepper       | Kelly Robbins          |
| Nancy Scranton      | Pearl Sinn       | Annika Sörenstam | Charlotta Sörenstam | Sherri Steinhauer      |
| Jan Stephenson      | Kris Tschetter   | Sherri Turner    | Karrie Webb         | Maggie Will            |
| Amateures           |                  |                  |                     |                        |
| Grace Park          |                  |                  |                     |                        |

## Classements saison 1999

### Tableau des gains («Money list»)
Le tableau ci-dessous est le classement des golfeuses par gains obtenus sur cette saison 1999. Le classement par gains est remporté par l'Australienne Karrie Webb avec 1 591 959 $ remportés.
| Cla. | Golfeuses           | Gains       | Victoires |
| ---- | ------------------- | ----------- | --------- |
| 1    | Karrie Webb         | 1 591 959 $ |           |
| 2    | Juli Inkster        | 1 337 253 $ |           |
| 3    | Se Ri Pak           | 956 926 $   |           |
| 4    | Annika Sörenstam    | 757 844 $   |           |
| 5    | Lorie Kane          | 757 844 $   |           |
| 6    | Meg Mallon          | 679 929 $   |           |
| 7    | Sherri Steinhauer   | 663 356 $   |           |
| 8    | Mi Hyun Kim         | 584 246 $   |           |
| 9    | Rosie Jones         | 583 796 $   |           |
| 10   | Dottie Pepper       | 577 875 $   |           |
| 11   | Maria Hjorth        | 572 940 $   |           |
| 12   | Rachel Hetherington | 538 034 $   |           |
| 13   | Mardi Lunn          | 512 273 $   |           |
| 14   | Laura Davies        | 501 798 $   |           |
| 15   | Akiko Fukushima     | 497 640 $   |           |

### Trophée Vare («Vare Trophy»)
Le tableau ci-dessous est le classement des golfeuses par scores les plus bas sur cette saison 1999.
| Cla. | Golfeuses   | Moyenne |
| ---- | ----------- | ------- |
| 1    | Karrie Webb |         |